# Brit Awards
The Brit Awards, ofte blot kaldet The BRITs, står for "The British Record Industry Trust", og er et årlig show i UK, hvor priser deles ud til nominerede artister i populær musikkens industri. Uddelingen, som er grundlagt af British Phonographic Industry i 1977, minder meget om bl.a. Danish Music Awards el. MTV Music Awards o.lign. 

## De store vindere gennem årene
- 1977: The Beatles vandt 3 priser
- 1982: Ingen tydelig vinder
- 1983: Paul McCartney vandt 2 priser
- 1984: Culture Club vandt 2 priser
- 1985: Prince vandt 2 priser
- 1986: Eurythmics vandt 2 priser
- 1987: Peter Gabriel vandt 2 priser
- 1988: Ingen tydelig vinder
- 1989: Phil Collins, Michael Jackson, Fairground Attraction og Tracy Chapman vandt 2 priser
- 1990: Neneh Cherry, Phil Collins og Fine Young Cannibals vandt 2 priser
- 1991: Ingen tydelig vinder
- 1992: Seal vandt 3 priser
- 1993: Annie Lennox og Simply Red vandt 3 priser
- 1994: Björk, Take That and Stereo MC's vandt 2 priser
- 1995: Blur vandt 4 priser
- 1996: Oasis vandt 3 priser
- 1997: Manic Street Preachers og Spice Girls vandt 2 priser
- 1998: The Verve vandt 3 priser
- 1999: Robbie Williams vandt 3 priser
- 2000: Travis, Robbie Williams og Macy Gray vandt 2 priser
- 2001: Robbie Williams vandt 3 priser
- 2002: Dido and Kylie Minogue vandt 2 priser
- 2003: Coldplay og Ms. Dynamite vandt 2 priser
- 2004: The Darkness vandt 3 priser
- 2005: Scissor Sisters vandt 3 priser
- 2006: Kaiser Chiefs vandt 3 priser
- 2007: Arctic Monkeys og The Killers vandt 2 priser
- 2008: Adele